# クリスティアン・ガラーノ
クリスティアン・ガラーノ（イタリア語: Cristian Galano、1991年4月1日 - ）は、イタリアのサッカー選手。ポジションはFW。
世界で初めてグリーンカードを受け取ったサッカー選手として知られている。

## クラブ歴
フォッジャの生まれ。ASバーリの下部組織出身で、2009年5月23日にセリエBで出場し選手初出場を記録した。
2010年にはトップチームに昇格し、バーリに復帰したアレッサンドロ・マロッタの代わりとしてレガ・プロ所属のASグッビオ1910に期限付き移籍した。フアニト、マルティノ・ボルゲーゼに次いでアルフレド・ドンナルンマと同じチーム3位タイの5得点を記録した。
2011年7月1日にバーリに復帰、3年契約を新たに締結した。後に2016年6月30日まで契約を更に延長した。
2015年8月31日に買取義務つきの期限付き移籍でセリエBのヴィチェンツァ・カルチョに加入。2015-16シーズンはアンドレア・コッコが背負っていた背番号19をつけた。翌シーズンはジョヴァンニ・スブリッサがつけていた背番号11に変更した。2016年10月のセリエB・ヴィルトゥス・エンテッラ戦で放ったシュートが相手選手に触っていないにも関わらずコーナーキックの判定が下された事を審判に自ら申告、このフェアプレーに対して世界初となるグリーンカードが提示された。
2017年1月31日に買取義務つきの期限付き移籍でバーリに再加入。同日にはフィリップ・ライチェヴィッチもバーリに加入した。
2018年8月3日にセリエAのパルマ・カルチョ1913に3年契約で加入。同月17日にセリエBのフォッジャ・カルチョに買取オプションつきで期限付き移籍した。
2019年6月23日にセリエBのデルフィーノ・ペスカーラ1936に完全移籍。

## 代表歴
フランス・ヴァル＝ド＝マルヌ県で行われたU-16代表の大会で年代別代表初出場。しかしU-17代表には縁が無かった。
2008年12月にはU-19代表に招集。1学年上の世代がUEFA U-19欧州選手権2009出場を逃したため、1シーズン前倒しでの選出となった。その後U-18代表でもデビューした scored 2 goals.。2009-10シーズンにはUEFA U-19欧州選手権2010予選から出場し本戦進出したもののグループリーグ無得点の最下位に終わった。
U-20代表としてはトルネオ・クアトロ・ナツィオーニ・U-20で出場経験がある。
U-21代表としては2011年1月に行われたトレーニングキャンプおよびACベッリンツォーナとの非公式試合のメンバーとして招集された。